# Vaudeville theater (Brussel)

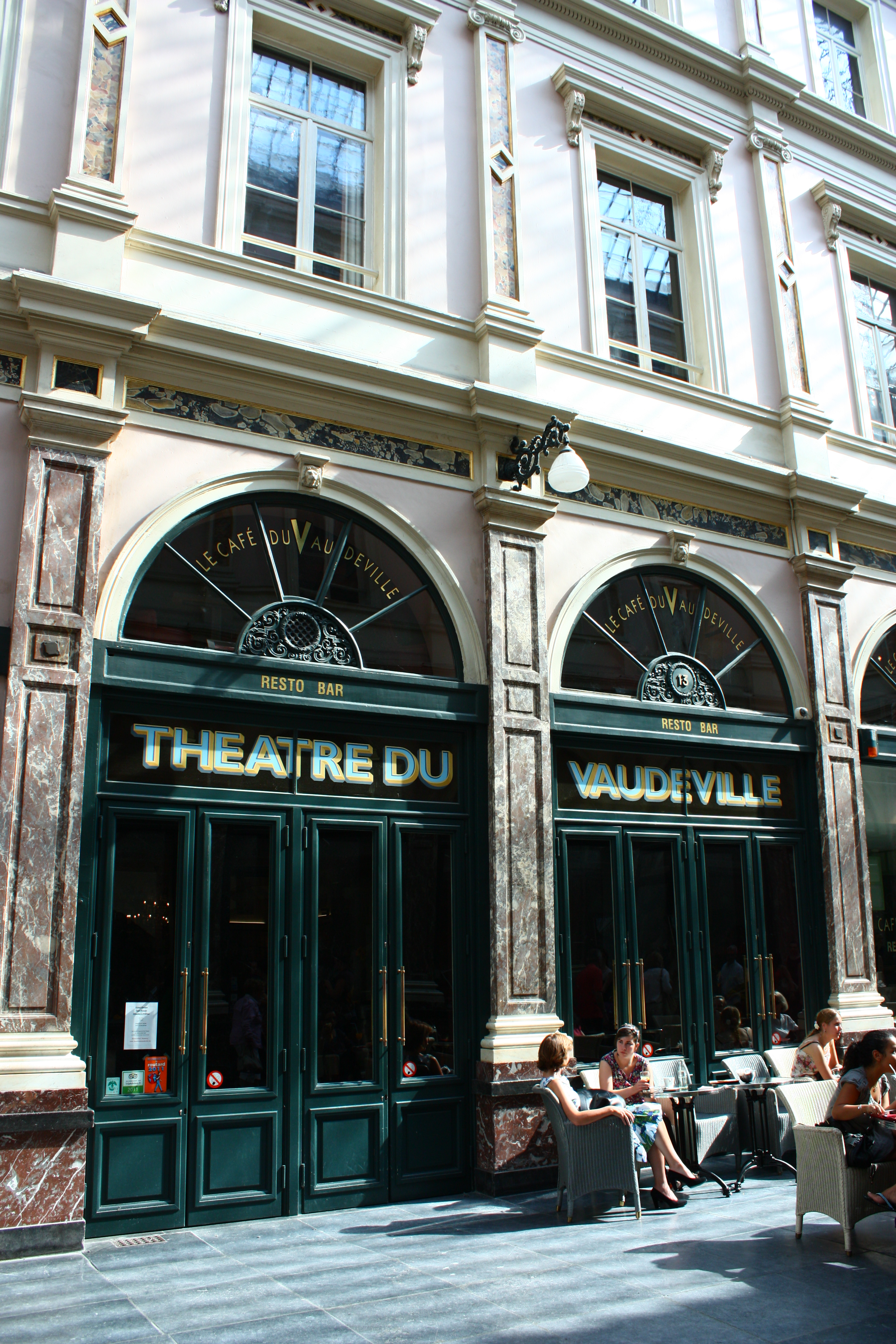
Théatre du Vaudeville - Bruxelles - 2043-0338-0

Het Vaudeville theater (Frans: Théatre du Vaudeville) is een zaal die in 1884 werd geopend onder de naam Casino Saint-Hubert in de Koninginnegalerij (Koninklijke Sint-Hubertusgalerijen in Brussel.

## Geschiedenis

### Voorgeschiedenis
In 1847 werd op deze plaats de bloemenmarkt gebouwd bestaande uit een dubbele galerij ondersteund door gietijzeren kolommen en een glazen overkapping. In 1853 werd deze markt verbouwd tot een café-concert met de naam Casino des Galeries Saint-Hubert en in 1884 ontstond na een volledige restauratie de schouwburg / theater.

### Na 1884
In 1974 werd het een privéclub, na een restauratie werd het gebouw in oude luister hersteld, het complex herbergt verder een restaurant en een hotel. Er zijn conferenties, galadiners, feesten, seminaries, buffet, shows en dansavonden en 160 zit- en tot 350 staanplaatsen.